# Comuna Minkivți, Andrușivka
Minkivți (în ucraineană Міньковецька сільська рада) este o comună în raionul Andrușivka, regiunea Jîtomîr, Ucraina, formată din satele Horodîșce și Minkivți (reședința).

## Demografie
Componența lingvistică a satului Minkivți
     Ucraineană (96,92%)
     Rusă (2,75%)
     Alte limbi (0,22%)
Conform recensământului din 2001, majoritatea populației satului Minkivți era vorbitoare de ucraineană (96,92%), existând în minoritate și vorbitori de rusă (2,75%).